# AB Золотой Рыбы
AB Золотой Рыбы — кратная звёздная система в созвездии Золотой Рыбы. Главная звезда является вспыхивающей, периодически показывая увеличение активности.
AB Золотой Рыбы A является очень молодой звездой (возраст порядка 50 млн лет) ещё не вышедшей на главную последовательность. Она вращается в 50 раз быстрее Солнца, и следовательно, у неё есть сильное магнитное поле. Также её поверхность покрыта большим числом звёздных пятен, подобных тем, что существуют на Солнце. Они служат причиной изменения яркости звезды. Измерения скорости вращения звезды показали, что яркость изменяется в течение долгого времени из-за влияния магнитного поля.
Система состоит из четырёх компонент. Двойная звезда AB Золотой Рыбы B, между компонентами которой (AB Золотой Рыбы Ba и AB Золотой Рыбы Bb) немногим более 1 а. е., вращается вокруг главной звезды на среднем расстоянии 135 а. е. AB Золотой Рыбы C, близкий компаньон, который вращается вокруг главной звезды AB Золотой Рыбы A на расстоянии 2,3 а. е., и имеет период обращения 11,75 лет. Это одна из самых маломассивных звёзд, известных на данный момент. Её предполагаемая масса равна 93 юпитерианским, и находится вблизи предела 75—83 масс Юпитера, ниже которых она была бы классифицирована как коричневый карлик.
Звезда дала своё название движущейся группе AB Золотой Рыбы, несвязанной звёздной ассоциации, состоящей приблизительно из 30 звёзд, которые перемещаются в одном и том же направлении и имеют приблизительно одинаковый возраст. Вероятно, что все эти звёзды сформировались в одном гигантском молекулярном облаке.